# 항적파
항적파는 선박이 항해하면서 생기는 파도, 선수(船首)로부터 나오는 경사파와 선미(船尾)로부터 나오는 횡단 방향파의 2종류가 있다. 항주파는 어선이나 낚시배 등의 소형 선박 또는 작업선을 요동시키는 것 외에 운하 호안의 비탈면 침식의 원인이 된다